# Gelis lymensis
Gelis lymensis là một loài tò vò trong họ Ichneumonidae.